# 石田満
石田 満（いしだ みつる、1931年10月22日 - 2019年6月19日）、日本の法学者・弁護士。専門は商法・保険法。学位は、法学博士（北海道大学・論文博士・1967年）（学位論文「保険の目的物の譲渡 」）。上智大学名誉教授。北海道札幌市生まれ。鴻常夫門下。

## 研究
主に保険法が専門。特に、損害保険・自動車保険を研究。

## 略歴
- 1955年 北海道大学法学部卒業。
- 1957年 同大学院法学研究科民事法専攻修士課程修了。同法学部助手。
- 1962年 北海学園大学経済学部専任講師。
- 1964年 同法学部専任講師。
- 1965年 上智大学法学部助教授。
- 1969年 同法学部教授。
- 1970年 ドイツ連邦共和国（西ドイツ）ボン大学客員教授（1971年9月まで）。
- 1975年 上智大学評議員
- 1977年 同大学院法学研究科委員長
- 1995年 弁護士登録
- 1997年 上智大学定年退職。同名誉教授。白鷗大学法学部教授。
- 1999年 白鷗大学大学院法学研究科長[4]
- 2001年 白鷗大学退職。平成国際大学大学院法学研究科客員講師。
- 2004年 白鷗大学大学院法務研究科客員教授。
- 2006年 白鷗大学退職。

## 著書
- 『保険契約法の諸問題』（一粒社 1972年）
- 田辺康平と共編『保険法演習』（文真堂 1977年）
- 『自動車保険の諸問題』（損害保険企画 1977年初版・1993年第2版）
- 『保険法（現代法律学講座 19）』（青林書院新社 1978年初版・1997年改訂版）
- 海老名惣吉と共編『自動車保険の基礎知識』（海文堂出版 1979年）
- 『保険業法の研究』（文眞堂 1986年第1巻・1992年第2巻）
- 『保険業法』（損害保険事業総合研究所 1996年初版・2004年全訂第2版）
- 保険判例等研究会編『保険判例の研究と動向』（文眞堂 2014年）